# Anti-Sklaverei-Petition von Quäkern in Germantown 1688
Die Anti-Sklaverei-Petition von Quäkern in Germantown 1688 war eine Petition, die von deutschstämmigen Quäkern bei ihrer lokalen Gemeinde eingereicht wurde und die gegen das Halten von Sklaven protestierte. Dieses Dokument war das erste seiner Art in den Dreizehn Kolonien und ist ein wichtiges zeitgeschichtliches Dokument sowie ein Meilenstein im langen Kampf gegen die Sklaverei in den Vereinigten Staaten.
Francis Daniel Pastorius und drei weitere Quäker, Gerrit Hendricks, Derick op den Graeff, Abraham op den Graeff, die in Germantown, Pennsylvania (heute Teil von Philadelphia) lebten, verfassten die Petition und unterzeichneten sie. Adressat des Textes war das Germantown Meeting der Religious Society of Friends, also die Quäkergemeinschaft. Da es auch unter den Quäkern einige Sklavenbesitzer gab, war von Anfang klar, dass es sich um ein sehr kontroverses Thema handelte. Die örtliche Monatsversammlung konnte oder wollte sich nicht zu einem Entschluss durchringen und gab die Eingabe an die überregionale Vierteljahresversammlung weiter. Diese kam ihrerseits zu keinem Entschluss und reichte die Eingabe wiederum weiter an die Jahresversammlung, ein Zusammenschluss von Vierteljahresversammlungen. Und auch hier kam es weder zu einer eindeutigen Zustimmung noch Ablehnung. Die Petition verschwand praktisch 150 Jahre lang in den umfangreichen Archiven des Philadelphia Yearly Meeting.
Im Jahr 1844 wurde es durch den Antiquar Nathan Kite aus Philadelphia wiederentdeckt, und Abolitionisten veröffentlichten es in der Zeitschrift The Friend (Bd. XVII, Nr. 16), einem Quäker-Magazin. Damit wollten sie ihre Kampagne gegen die Sklaverei weiter vorantreiben.

## Historischer Hintergrund
Die Kolonie Pennsylvania wurde 1682 von William Penn als ein Ort gegründet, an dem sich Menschen aller Länder und Glaubensrichtungen frei von religiöser Verfolgung niederlassen konnten. Zur Begleichung einer Schuld gegenüber Penns Vater hatte Penn von König Charles II. eine große Fläche Land westlich von New Jersey erhalten, das Charles II. nach Williams Vater, Admiral William Penn, Pennsylvania nannte. Penn war ein enger Freund von George Fox und wie dieser ein Quäker. Penn war zum Quäkertum konvertiert und wegen seines Glaubens mehrmals inhaftiert worden. Als Gouverneur bekam Penn weitreichende Rechte über die Kolonie. Er erließ eine Verfassung, schuf ein unabhängiges Rechtswesen und gab schrittweise seine Macht an ein Zwei-Kammer-Parlament ab. Auch wenn es eine Trennung von Kirche und Staat gab, waren die Ideen der Quäker in der Verfassung von maßgebendem Einfluss.
Von 1660 bis 1680 besuchten mehrere Quäker, darunter William Penn, die Republik der Vereinigten Niederlande und das Rheintal im späteren Deutschland und organisierten Versammlungen, bei denen sie für das noch junge Quäkertum missionierten. Einige Mennoniten in Krefeld und Kriegsheim (Monsheim) in der Pfalz konvertierten zur neuen Konfession, dem Quäkertum. Die neu gegründeten Gemeinden kamen von Anfang an unter starken Verfolgungsdruck der Lutherischen und Reformierten Kirche. Die Verfolgung bestand aus diskriminierenden Steuern, Gefängnisstrafen, Geldstrafen, Misshandlungen und gewaltsamen Vertreibungen.
Zur selben Zeit gab es auch starke radikal-pietistische Bewegungen, zu der auch der Deutsche Francis Daniel Pastorius, gehörte. Dieser war und wurde selbst kein Quäker, aber sympathisierte und kooperierte sehr stark mit ihnen. Pastorius entstammte einer Familie der gehobenen Schicht. Er studierte Rechtswissenschaft, haderte aber mit diesem Beruf und war angewidert von der Dekadenz der Oberschicht in Europa. Dies führte dazu, dass er sich für das „Heilige Experiment“ von William Penn in Pennsylvania interessierte, als im Jahr 1681 Penn Einwanderer aus Europa in die neue Kolonie einlud.

## Die deutsche Siedlung
Im Jahr 1683 erhielt Pastorius von einer Gruppe aus Frankfurt, die auswandern wollte, den Auftrag, Land in der neuen Kolonie Pennsylvania zu erwerben. Nachdem die Gelder bereitgestellt wurden, reiste er im August 1683 nach Philadelphia und erwarb von Penns Agent Optionsscheine.
Im Oktober desselben Jahres kamen dreizehn deutsch-niederländische Familien aus Krefeld, die ebenfalls Landanspruch erworben hatten. Pastorius sah die Chance, eine lebensfähige deutschsprachige Stadt zu gründen, und verhandelte mit Penn über die Kombination der beiden Ansprüche. Allerdings sollte sich später noch herausstellen, dass die Gruppe aus Frankfurt ihre Pläne nie umsetzen würde. Stattdessen kamen aus dem Rheintal mehr Quäker und Mennoniten als erwartet. So wurde Pastorius’ ehrgeiziger Plan für eine deutschsprachige Stadt in der Nähe von Philadelphia doch noch Wirklichkeit.
Pastorius hatte einen einfachen Plan für eine Stadt entworfen, mit parzellierten Grundstücken entlang einer langen Hauptverkehrsstraße, auf denen Siedler ihre Häuser bauen konnten. Er benötigte gutes Land für die Bewirtschaftung, da die Auswanderer ihre eigene Nahrung anbauen mussten, um zu überleben.
Pastorius und Penn wurden Freunde und diskutierten oft beim Abendessen über Pläne für die neue Siedlung. Das ursprünglich Pastorius versprochene Land sollte eben sein und an einem schiffbaren Fluss liegen. Pastorius hatte bereits für 6.000 zusammenhängende Acres (24 km²) bezahlt. Allerdings war ein geeignetes Stück Land in der Nähe von Philadelphia am Delaware River nicht mehr verfügbar, denn das ebene Gelände dort war wertvoll und das meiste davon bereits verkauft. Penn schlug deshalb ein Stück Land in der Nähe der Schuylkill Falls vor (East Falls), aber dieses hatte zu viel Gefälle für die Pläne von Pastorius. Daraufhin schlug Penn als Alternative vor, etwas weiter östlich zu siedeln, nahe der Spitze eines sanften Hügels zwischen zwei Bächen, und Pastorius stimmte zu. Germantown wurde also entlang des Lenni-Lenape-Pfades vier Meilen (6 km) nördlich von Philadelphia zwischen den Bächen Wissahickon und Wingohocking gegründet.
Im ersten Winter lebten die Familien noch in der Innenstadt von Philadelphia, während sie mühevoll das Land für ihre provisorischen Blockhäuser rodeten. Die dreizehn Krefelder Familien waren ursprünglich Mennoniten, die wahrscheinlich zum Großteil schon in ihrer Heimat zum Quäkertum konvertiert waren. Da sie wegen des Verfolgungsdrucks in ihrer Heimat ausgewandert waren, erkannten sie den Wert einer Gemeinschaft, die auf religiöser Toleranz beruhte. Im Gegensatz zu Pastorius waren sie nicht wohlhabend, sondern geschickte Handwerker, die wussten, dass sie für ihren Lebensunterhalt hart arbeiten mussten. Von Beruf waren sie Zimmerleute, Weber, Färber, Schneider und Schuhmacher, aber die Strapazen der Waldrodungsarbeiten waren sie trotzdem nicht gewöhnt. Im ersten Jahr rodeten sie Land und pflanzten Nahrungsmittel und Flachs für die Weberei an. Dann stellten sie Webstühle auf, um Leinenstoffe herzustellen, die in den gesamten Kolonien vertrieben wurden.

## Sklaverei
Einige der frühen Siedler von Philadelphia und der umliegenden Städte waren wohlhabend und kauften afrikanische Sklaven, um sie auf ihren Farmen arbeiten zu lassen. Viele dieser Sklavenhalter waren eingewandert, um der religiösen Verfolgung und Unterdrückung in ihren Heimatländern zu entgehen, und trotzdem sahen sie keinen Widerspruch darin, Sklaven zu besitzen und somit andere Menschen zu unterdrücken und auszubeuten. Und dies, obwohl die Sklaverei im Nordwesten Europas, aus dem viele Einwanderer stammten, bereits bis ca. 1500 abgeschafft worden war. Viele Einwanderer in die neue Kolonie waren aber auch Vertragsarbeiter (Schuldknechtschaft), die eine Arbeitsvereinbarung für mehrere Jahre unterzeichnet hatten als Gegenleistung dafür, dass sie mit einem Passagierschiff in die neue Kolonie transportiert wurden. Sklaverei war in den amerikanischen Kolonien weit verbreitet und lokale Sklavenmärkte sorgten dafür, dass die breite Bevölkerung problemlos Sklaven kaufen konnte. Der atlantische Sklavenhandel nahm rasch zu und viele Siedler hielten ihn für das Wirtschaftswachstum der Kolonien für notwendig.
Die Sklaverei war sowohl für die Besitzer als auch für die Händler ein äußerst lohnendes Geschäft. Die Kapitäne von Sklavenschiffen machten große Gewinne mit dem Transport von Sklaven aus Afrika in die Karibik und auf das nordamerikanische Festland. William Penn überwachte den wirtschaftlichen Fortschritt und berichtete stolz, dass in Philadelphia im Laufe eines Jahres zehn Schiffe mit Sklaven eingetroffen seien.
Bis 1686 in der Nähe des heutigen „Germantown Friends Meeting Meetinghouse“ ein Versammlungshaus der Quäker gebaut wurde, fanden die Treffen zum Gottesdienst im Haus von Tönes Coenen-Heggers (Schreibweisen auch Thones Kunders, Conradts, Hekkers) statt, der Quäker war, und aus Gladbach (Eifel) stammte. Er war mit den ursprünglichen 13 Familien aus Krefeld eingewandert.

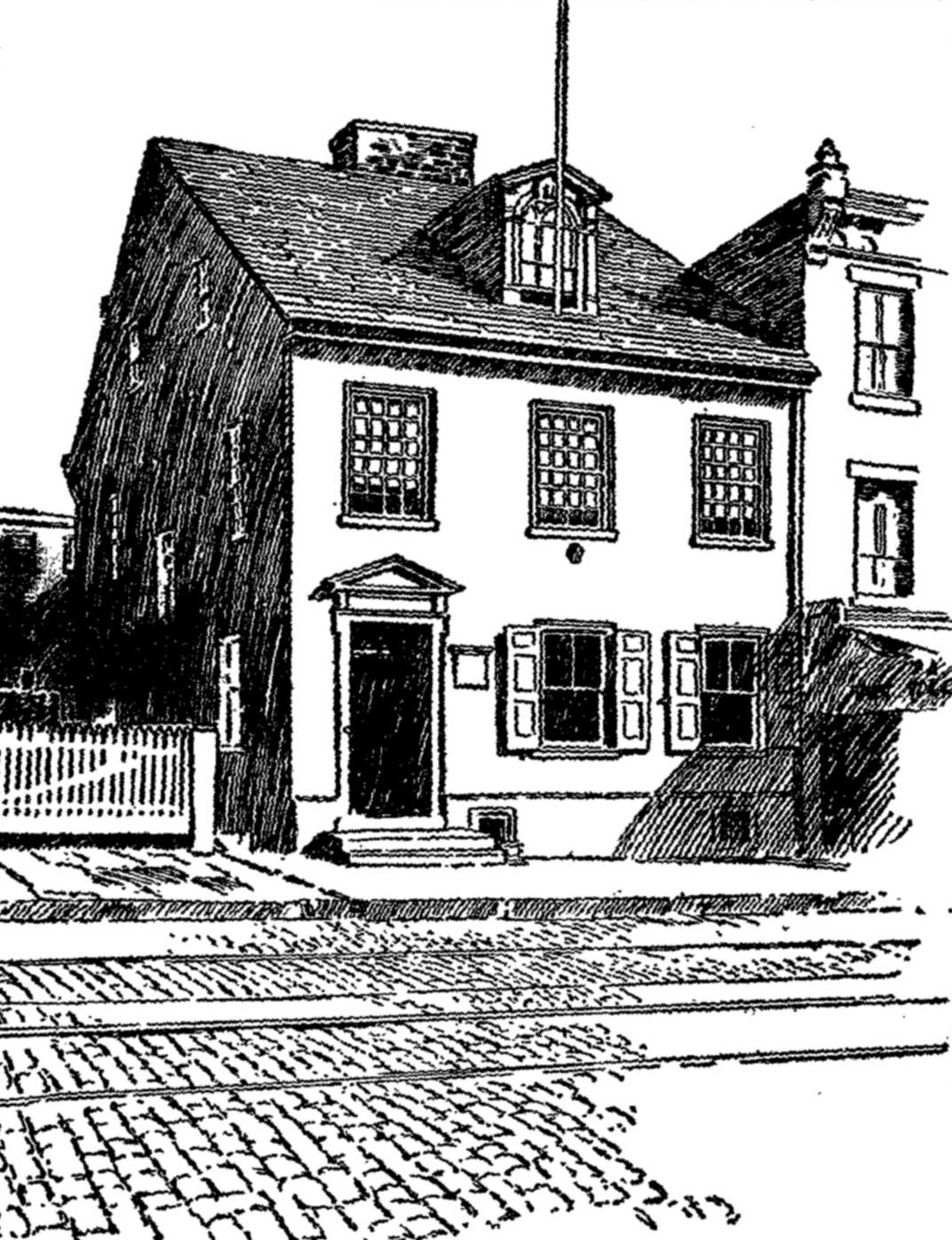
Das Haus von Thones Kunders in der 5109 Germantown Avenue, wo 1688 die Petition gegen die Sklaverei verfasst wurde. Von Jenkins (1915)

Den ersten Siedlern von Germantown schlossen sich bald weitere Quäker- und Mennonitenfamilien aus Kriegsheim (Monsheim) an, das ebenfalls im Rheintal liegt. Die Gruppen aus Deutschland hatten sprachlich eine Nähe zu den holländisch geprägten Krefelder Familien. Einige unter den neu Dazugekommenen nahmen zunächst aus Pragmatismus an den örtlichen Quäker-Gottesdiensten teil. Mit der Zeit engagierten sie sich auch in der Quäkergemeinschaft, konvertierten und wurden dann auch zu respektierten Mitgliedern. Einige der Neuankömmlinge konvertierten nicht zum Quäkertum und besuchten nur vorübergehend die Quäkertreffen, während der Zeit, in der sie auf die Ankunft mennonitischer Prediger warteten und noch kein eigenes mennonitisches Versammlungshaus hatten.
Die deutsch-niederländischen Siedler fühlten sich in vielerlei Hinsicht als Außenseiter, was dazu führte, dass sie begannen, die Situation kritisch zu reflektieren und die sozialen Werte in der entstehenden Kolonie zu hinterfragen. Die deutsch-niederländischen Siedler waren es nicht gewöhnt, Sklaven zu besitzen, obwohl sie aus dem Mangel an Arbeitskräften verstanden, warum Sklaverei erforderlich war, um den wirtschaftlichen Wohlstand der Kolonie zu sichern. Sklaven und Vertragsarbeiter waren für einen Bauern eine lukrative Sache, da sie nicht bezahlt werden mussten. Die deutsch-niederländischen Siedler verzichteten darauf, Sklaven zu kaufen, denn sie erkannten für sich darin den moralischen Widerspruch, Menschen zur Arbeit zu zwingen. Denn obwohl die Krefelder in ihrer Heimat Deutschland und Holland wegen ihres Glaubens Verfolgung und Unterdrückung erfahren hatten, durften selbst hier nur Menschen zur Zwangsarbeit gezwungen werden, die wegen eines Verbrechens verurteilt worden waren. Es war eine revolutionäre Erkenntnis und ein Lerntransfer der Germantowner, die Parallelen zwischen dem Recht, nicht wegen des Glaubens verfolgt zu werden, und dem Recht, nicht gegen eigenen Willen zur Arbeit gezwungen zu werden, zu erkennen.

## Inhalt der Petition
Im Jahr 1688, fünf Jahre nach der Gründung von Germantown, reichten Pastorius und drei weitere Männer bei der Quäkergemeinde eine Petition ein. Zum Verfassen des Textes trafen sich die Autoren im Haus von Thones Kunders. Die Argumentation basierte auf der Goldenen Regel, die besagt, „Was du nicht willst, das[s] man dir tu’, das füg auch keinem andren zu.“, und forderte die Versammlung auf, die Sklaverei abzuschaffen. Es handelt sich um einen unkonventionellen Text, da er die direkte Ansprache an die Quäker vermeidet und keine Hinweise auf Jesus und Gott enthält. Es wird argumentiert, dass jeder Mensch, unabhängig von Glauben, Hautfarbe oder ethnischer Zugehörigkeit, Rechte habe, die nicht verletzt werden sollten.

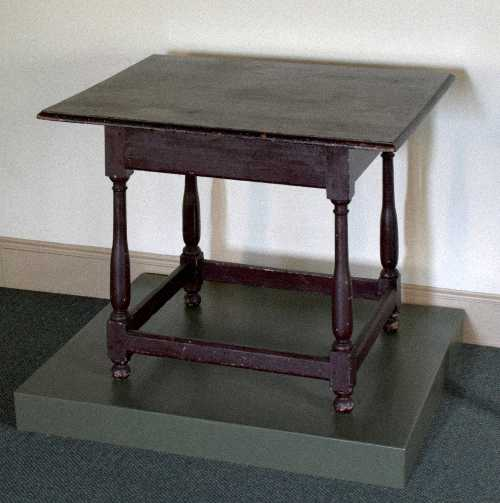
Der Tisch, auf dem die Petition gegen die Sklaverei von 1688 geschrieben und unterzeichnet wurde.

Im gesamten Text wird immer wieder auf die Goldene Regel verwiesen, um gegen die Sklaverei und für universelle Menschenrechte zu argumentieren. Es fällt auf, dass das in der Petition vorgebrachte Argument ein indirektes ist. Nirgendwo wird die Quäkergemeinde ausdrücklich aufgefordert, die Praxis der Sklaverei zu verurteilen. Stattdessen fragen die vier Männer, in gespieltem Sarkasmus, mit Bezug auf die Goldene Regel, warum es Christen erlaubt sei, Sklaven zu kaufen und zu besitzen. Damit sollten die Sklavenhalter dazu gebracht werden, den Standpunkt der Autoren zu verstehen. Der Text ist dabei so geschickt, dass die Tragfähigkeit ihrer Argumentation durch den Sarkasmus auch leicht übersehen werden könnte. Sie argumentieren mit Nachdruck, bezogen auf die Goldene Regel, dass in der Quäkergemeinschaft die Gefangennahme und der Verkauf anderer Menschen als Sklaven, bei denen auch Männer, Frauen und Kinder getrennt werden, nicht toleriert würde.
Die Autoren argumentieren auch, dass es schwierig wäre, mehr Menschen für das neue Land zu gewinnen, wenn potenzielle Siedler den Widerspruch erkennen würden, der der Sklaverei in den Kolonien innewohne. Die vier Männer behaupteten auch, dass die Sklaven gemäß der Goldenen Regel das Recht hätten, sich zu Aufständen zu erheben. Indem sie die Möglichkeit eines Sklavenaufstands erwähnten, deuteten sie an, dass auch dieses dazu führe, dass die Sklaverei potenzielle Siedler von der Auswanderung in die amerikanischen Kolonien abhalten würde. In den Karibikkolonien hatte es über mehrere Jahrzehnte hinweg viele Sklavenaufstände gegeben, daher war diese Möglichkeit eine reale Gefahr. Die Petition enthält mehrere Beispiele für solche kontraintuitiven, aber eindringlichen Argumente, die die Sklavenbesitzer von ihrer vorgefassten Meinung abbringen sollten.

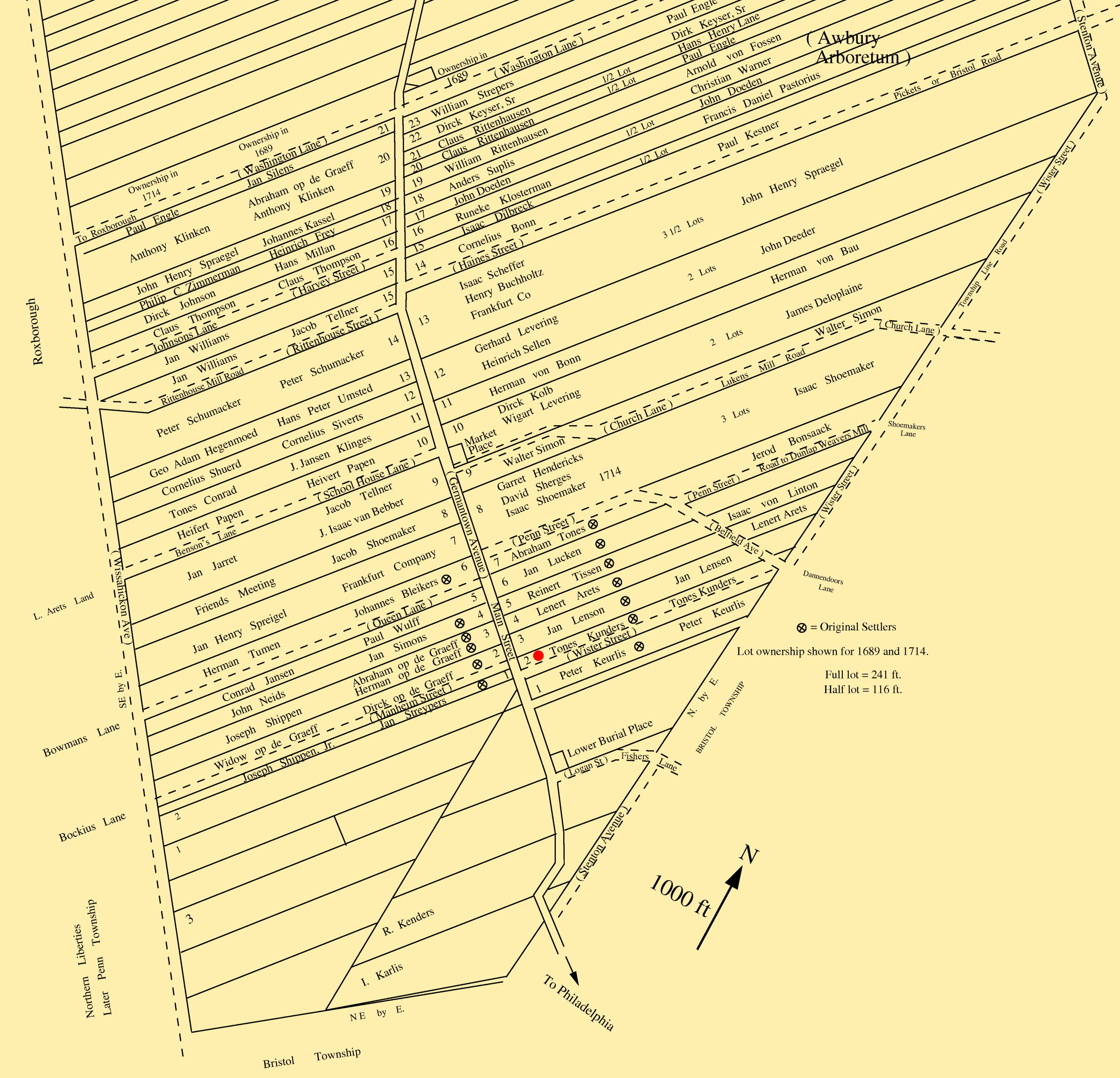
Der Plan von Germantown im Jahr 1689. Der Standort des Hauses von Thones Kunders ist mit einem roten Punkt markiert. Angegeben als Grundstückseigentümer von 1689 bis 1714.

Die Petition nennt die Türken als Beispiel für ein Volk, das andere Schiffe überfiel und deren Besatzungen in die Sklaverei in das Osmanische Reich verschleppte. Die vier Autoren bezogen sich auf die damals weithin bekannten Geschichten von Barbaresken-Korsaren, mit ihren Außenposten an der Küste Nordafrikas, die jahrhundertelang Schiffe geplündert hatten. Die Barbaresken-Korsaren reisten durch das Mittelmeer und den Nordatlantik und erbeuteten oft Sklaven aus Italien und Spanien, kamen aber auch bis nach Irland. Unter den Barbaresken-Korsaren befanden sich auch zum Islam konvertierte ehemalige Sklaven aus Nordeuropa. Einige Engländer, Franzosen und Deutsche erwirkten Freilassung aus der Sklaverei durch die Bezahlung eines Lösegelds. Zur Zeit, als die Petition verfasst wurde, waren mehrere Quäker in der Sklaverei in Marokko gefangen, darunter auch der Kapitän des Schiffes, das Pastorius und seine Landsleute nach Pennsylvania gebracht hatte, und in dem Jahr, in dem die Petition verfasst wurde, waren gleich mehrere Quäker in Marokko versklavt worden. Diese Analogie im ersten Absatz der Petition stellt den atlantischen Sklavenhandel in ein fragwürdiges Licht.
Die Grammatik des Textes erscheint aus heutiger Sicht als ungewöhnlich. Er spiegelt jedoch die unvollständigen Englischkenntnisse der Krefelder wider und auch die damalige uneinheitliche Rechtschreibung. Der ursprüngliche Wortlaut benutzt „ye“. Dies ist eine Abkürzung für das Wort „the“ und könnte mit der damals weit verbreiteten zweiten Person Plural „ye“ verwechselt werden.
Ein weiterer Punkt, der heute befremdlich erscheint, ist die Verwendung des Begriffs „Neger“. Dieser war damals ein deutsches und niederländisches Wort für „schwarz“. In seiner Verwendung im Jahr 1688 war der Begriff lediglich beschreibend und in keiner Weise abwertend. In der gesamten Petition zeigen die vier Autoren aber ihren Respekt vor versklavten Menschen und erklären sie für gleichberechtigt.

## Wirkung des Dokuments
Die vier Männer stellten ihre Petition auf der örtlichen Monatsversammlung (Gemeindeversammlung der Quäker) in Dublin (Abington) vor. Es ist nicht klar, welche Reaktion sie erwarteten. Obwohl die Autoren in die Quäkergemeinschaft aufgenommen worden waren, waren sie Außenseiter geblieben, die nicht fließend Englisch sprechen oder schreiben konnten, und sie hatten auch eine neue Sicht auf die Sklaverei, die es nur in Germantown gab. Sie müssen von Anfang an erwartet haben, dass es schwierig sein würde, die gesamte Kolonie zur Abschaffung der Sklaverei zu bewegen, da allgemein angenommen wurde, dass der Wohlstand der Kolonie von der Sklaverei abhänge. Klar ist auch nicht, ob die vier Männer erwarteten, dass auch nur die örtliche Versammlung ihre Ansicht unterstützen würde, da sie wussten, dass Nachbarversammlungen sich möglicherweise nicht einig werden würden und die Abschaffung der Sklaverei weitreichende Konsequenzen zur Folge haben würde.
Das Treffen kam zu dem Schluss, dass es sich zwar um eine grundsätzliche und gerechte Frage handelte, sie jedoch zu schwierig und folgenreich war, als dass man sie beurteilen könne. Deshalb solle sie einer weiteren Prüfung unterzogen werden. Wie üblich leitete die Versammlung die Petition an das Philadelphia Quarterly Meeting (Vierteljahresversammlung) weiter, wo sie erneut geprüft und an das Philadelphia Yearly Meeting (PYM) weitergeleitet wurde. In dem Bewusstsein, dass die Abschaffung der Sklaverei weitreichende Auswirkungen auf die gesamte Kolonie haben würde, wollte keines der Gremien einen Beschluss über eine so „gewichtige Angelegenheit“ fassen. Das PYM protokollierte deshalb, dass sie die Petition an das London Yearly Meeting (Heute „Britain Yearly Meeting“) senden würden. Allerdings ohne zu erwähnen, ob sie dies tatsächlich getan haben, was sich bis heute auch nicht nachweisen lässt. Im Protokoll des Londoner Jahrestreffens wiederum wird die Petition nicht direkt erwähnt, wodurch das Thema, und damit die Entscheidung, offenbar umgangen wurde.
Die Praxis der Sklaverei wurde in den Jahren unmittelbar nach der Petition von 1688 in der Quäkergesellschaft fortgesetzt und toleriert. Einige der Autoren protestierten weiterhin gegen die Sklaverei, doch ein Jahrzehnt lang stießen ihre Bemühungen auf Ablehnung. Germantown florierte weiterhin, wuchs an Bevölkerung und Wirtschaftskraft und wurde weithin für die Qualität seiner Produkte wie Papier und gewebte Stoffe bekannt. Schließlich schlossen sich mehrere der ursprünglichen Krefelder wieder den Mennoniten an und zogen von Germantown weg, zumindest teilweise, weil sie darauf bestanden, sich nicht auf die Seite der Sklavenhalter zu stellen. Aber ein Teil der Germantowner verurteilte die Sklaverei weiterhin, und ihre moralische Führungsrolle in dieser Angelegenheit beeinflusste die Abolitionisten der Quäker und die Gesellschaft Philadelphias nachhaltig.
Es wurden in der Folgezeit mehrere andere Petitionen und Proteste von Quäkern gegen die Sklaverei verfasst, die jedoch auf rassistischen Motiven oder praktischen Argumente der Minderwertigkeit und Intoleranz beruhten. Einige der Proteste wurden mit Politik und Theologie vermischt und wurden deshalb nicht vom Philadelphia Yearly Meeting unterstützt. Das lässt die Position der Quäker zur Sklaverei zu dieser Zeit undurchsichtig und verwirrend wirken. Es vergingen fast drei Jahrzehnte, bis eine weitere Petition der Quäker gegen die Sklaverei mit einer Qualität verfasst wurde, die mit der Petition von Germantown aus dem Jahr 1688 vergleichbar war.
Dank der Bemühungen vieler engagierter Quäker wie Benjamin Lay, John Woolman und Anthony Benezet gelangten die Quäker im Laufe des nächsten Jahrhunderts allmählich zu der Überzeugung, dass die Einführung der Sklaverei grundsätzlich falsch gewesen sei. Viele der Quäker-Abolitionisten veröffentlichten ihre Artikel anonym in Benjamin Franklins Zeitung. Im Jahr 1776 wurde auf der Jahresversammlung von Philadelphia eine Proklamation verfasst, die den Besitz von Sklaven unter Quäkern verbot. Zu jener Zeit gab es im Delaware Valley schon viele Quäkergemeinden, die versuchten, befreiten Sklaven zu helfen, indem sie ihnen Geld für die Gründung von Unternehmen zur Verfügung stellten, sie einluden, an Quäkerversammlungen teilzunehmen und ihre Kinder zu beschulen. An Orten wie Lima (Pennsylvania), wurden Dörfer errichtet, in denen sich freigelassene Sklaven mit Unterstützung einheimischer Familien, die sich an der Anti-Sklaverei-Bewegung beteiligten, niederlassen konnten. Eine der bekanntesten Familien waren die Van Leer.

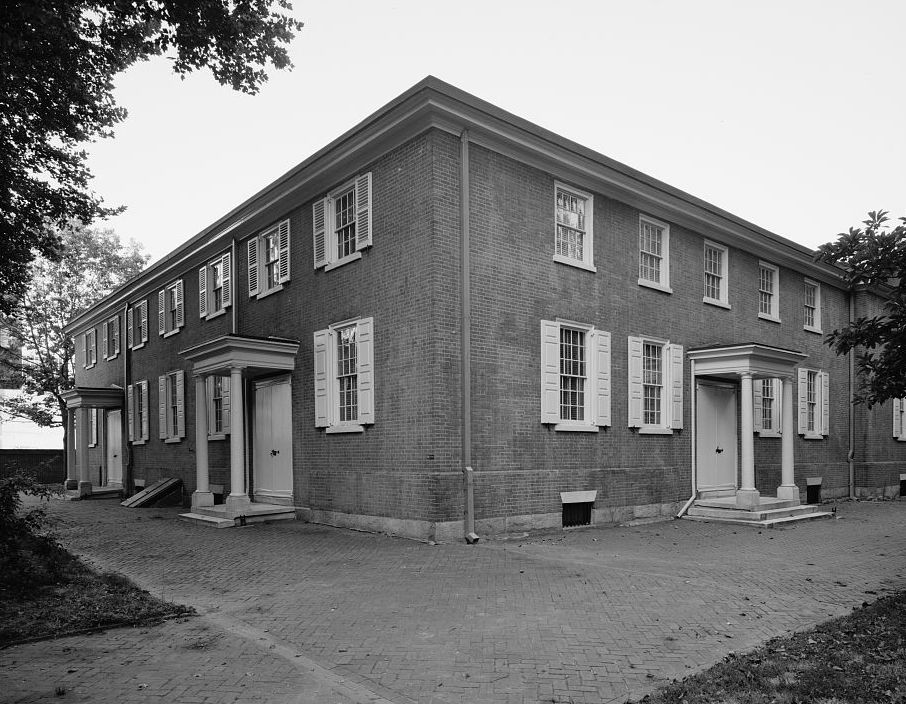
Das Arch Street Friends Meeting House, in dem 2005 das unterzeichnete Original der Petition gegen die Sklaverei wiederentdeckt wurde.

## Historische und gesellschaftliche Einordnung
Die Petition von 1688 war das erste US-amerikanische Dokument dieser Art, das sich für die gleichen Rechte für alle Menschen einsetzte. Es hob die Standards zum Thema Fairness und Gleichheit auf ein völlig neues Level. Es ebnete den Weg in Pennsylvania und den anderen Kolonien zur Unabhängigkeitserklärung und den Abolitionisten- und Wahlrechtsbewegungen, und letztlich der berühmten Gettysburg-Address-Rede von Abraham Lincoln.
Die Petition von 1688 geriet zwischenzeitlich in Vergessenheit, bis sie 1844 wiederentdeckt wurde und zum Mittelpunkt der aufkeimenden Abolitionistenbewegung in den Vereinigten Staaten wurde. Im Jahrhundert nach der Wiederentdeckung war das Dokument wieder für einige Zeit verschollen und wurde erst im März 2005 im Tresorraum des Arch Street Meetinghouse wiedergefunden. Zu diesem Zeitpunkt befand sich das Dokument in einem schlechten Zustand, mit Rissen an den Rändern, mit Klebeband versehen und einer Tinte, die langsam ins Grau verblasste. Um das Dokument für künftige Generationen zu bewahren, wurde es im Conservation Center for Art and Historic Artifacts (CCAHA) behandelt. Der CCAHA-Konservator Morgan Zinsmeister entfernte frühere Reparaturen und jahrhundertealte und verfärbte Klebstoffe. Der Säuregehalt und die Verfärbung im Papier wurden durch eine wässrige Behandlung verringert. Die Reparaturen wurden mit acryllackgetöntem Japanpapier durchgeführt, um die Lücken zu schließen. Schließlich wurde die Petition mit hoher Auflösung fotografiert und dann an den Rändern in hochbeständige Polyesterfolie eingeschweißt.
Die Petition wurde im Sommer 2007 in einer Ausstellung seltener amerikanischer Originaldokumente im National Constitution Center in der Independence Hall gezeigt. Derzeit befindet sie sich im Haverford College Quaker and Special Collections, dem gemeinsamen Archiv (gemeinsam mit der Friends Historical Library des Swarthmore College) für die Aufzeichnungen des Philadelphia Yearly Meeting. Heute ist die Petition von 1688 für viele eines der beeindruckendsten Plädoyers für die Freiheit und Gleichheit aller Menschen.